# Lure of the Temptress
Lure of the Temptress è un videogioco di genere avventura grafica sviluppato da Revolution Software. Fu pubblicato nel 1992.
Le prime edizioni furono pubblicate per sistemi Atari ST, DOS e Amiga; la commercializzazione venne curata da Virgin Interactive in Europa e da Konami negli Stati Uniti.
Fu il primo videogioco ad utilizzare il motore Virtual Theatre, ideato dalla stessa Revolution e utilizzato successivamente anche per Beneath a Steel Sky e per i primi due titoli della serie Broken Sword. Nell'agosto 2003 è stato pubblicato come freeware ed è scaricabile liberamente. Sui recenti sistemi operativi funziona tramite emulatori, come ScummVM o DOSBox.

## Storia
Lo sviluppo cominciò nel marzo 1990. Il progetto venne finanziato interamente da Mirrorsoft, per un budget totale di circa ventimila sterline, ma nel 1991 l'azienda entrò in crisi dopo la morte del suo proprietario, e la pubblicazione del gioco venne così portata a termine da Virgin Interactive.
Il progetto venne diretto da Charles Cecil, cofondatore di Revolution, mentre il gioco venne programmato da Tony Warriner e David Sykes e la colonna sonora venne composta da Richard Joseph.
Revolution prese ispirazione per le meccaniche di gioco dalle avventure grafiche più popolari del tempo, sviluppate da LucasArts e Sierra, cercando allo stesso tempo di iniettare originalità nel genere; l'ispirazione per la trama e l'ambientazione, invece, venne da un videogioco del 1985 chiamato Dun Darach.
Per la programmazione del gioco Warriner e Sykes svilupparono un proprio motore grafico, il Virtual Theatre: l'obiettivo era quello di dare vita a un mondo più vivo, in cui i personaggi non giocanti potessero muoversi e agire in modo autonomo; un'altra caratteristica del motore era la possibilità di dare ordini ad altri personaggi per consentire la risoluzione di alcuni enigmi.

## Trama
Il giocatore impersona Diermot, il battitore del re. Una sera, il re viene informato di una ribellione nel villaggio di Turnvale, scatenata dalla tentatrice Selena e dagli Skorl, suoi mercenari, orrendi esseri antropomorfi.
Mentre il re affronta un'orda di Skorl, Diermot tenta invano la fuga e viene catturato. Dalla cella nella quale è imprigionato, ha inizio l'avventura vera e propria: il ragazzo, in seguito, dovrà raccogliere oggetti, interagire con vari personaggi, chiedere informazioni e risolvere enigmi al fine ultimo di sconfiggere Selena e riportare così la pace nella cittadina.